# FTX (azienda)
FTX è stata una società per lo scambio di criptovalute, costituita ad Antigua e Barbuda e con sede alle Bahamas. È stata fondata nel 2019 e a febbraio 2022 contava oltre un milione di utenti. FTX gestiva anche FTX.US, un exchange separato disponibile per i residenti negli Stati Uniti.
Nel novembre 2022, dopo un rapido ritiro ingente di fondi da parte degli utenti in seguito a delle notizie, FTX ha presentato istanza di protezione dal fallimento secondo il Capitolo 11. Sam Bankman-Fried si è dimesso ed è stato poco dopo arrestato alle Bahamas ed estradato negli Stati Uniti con l'accusa di bancarotta fraudolenta e truffa aggravata.

## Storia

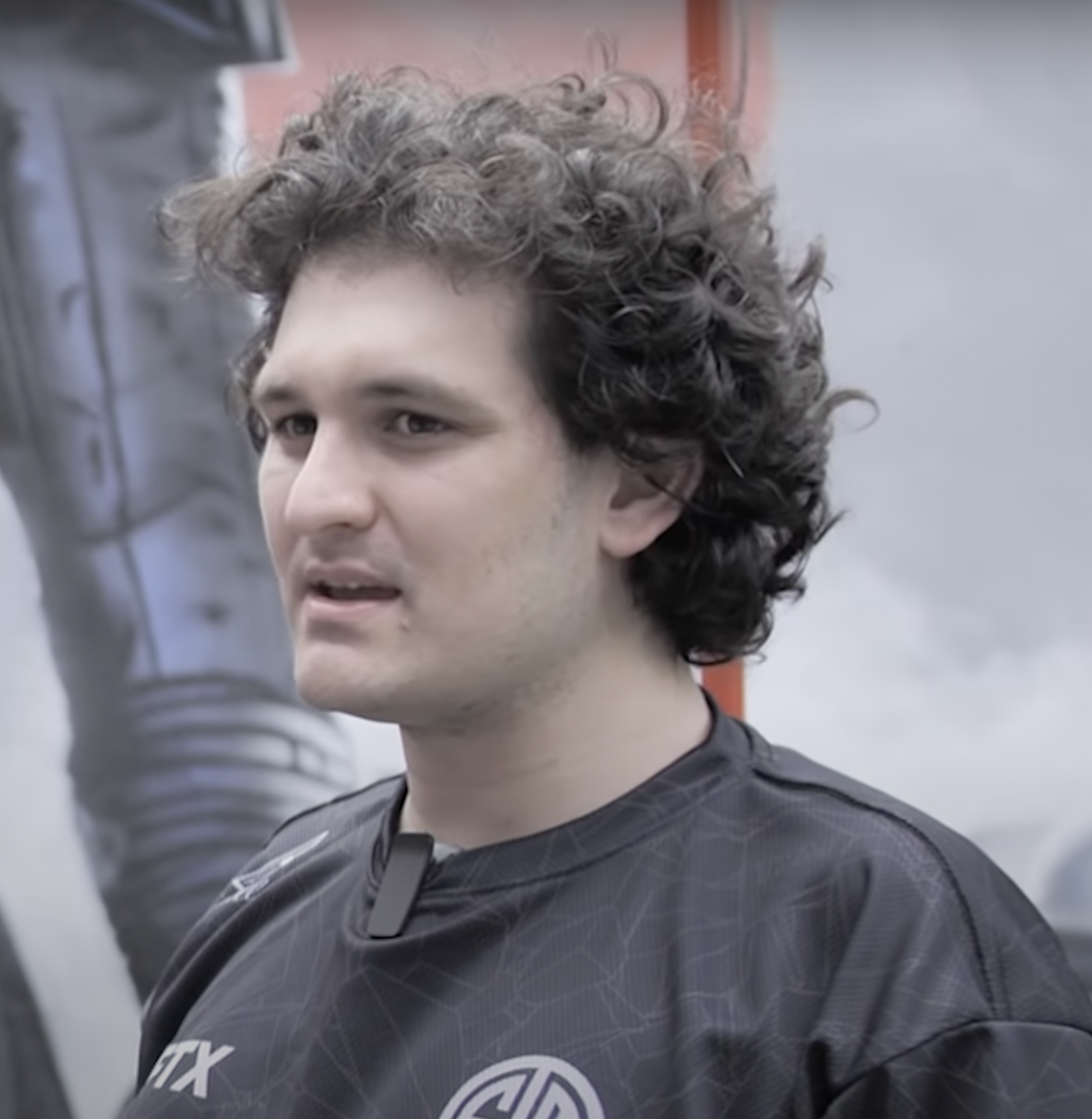
Sam Bankman-Fried, fondatore di FTX

Sam Bankman-Fried e Gary Wang hanno fondato FTX nel maggio 2019. FTX è iniziata all'interno di Alameda Research, una società commerciale fondata da Bankman-Fried e altri nel 2017 a Berkeley, in California. FTX è l'abbreviazione di "Futures Exchange". Changpeng Zhao di Binance ha acquistato una partecipazione del 20% in FTX sei mesi dopo che Bankman-Fried e Wang avevano avviato l'azienda.
Nell'agosto 2020, FTX ha acquisito Blockfolio, un'app di monitoraggio del portafoglio di criptovalute, per 150 milioni di dollari. Nel luglio 2021, FTX ha raccolto 900 milioni di dollari con una valutazione di 18 miliardi di dollari da oltre 60 investitori, tra cui Softbank, Sequoia Capital e altre società. Binance, il concorrente che aveva investito nella società nel 2020, ha ceduto le sue azioni nel 2021.
Nel settembre 2021, FTX ha trasferito la sua sede da Hong Kong alle Bahamas.
Il 14 gennaio 2022, FTX ha annunciato un fondo di rischio da 2 miliardi di dollari chiamato FTX Ventures. Nel novembre 2022, il sito Web di FTX Ventures è andato offline.

### Il crash del novembre 2022
Nel novembre 2022, un articolo di CoinDesk affermava che la società collegata Alameda Research deteneva una parte significativa del suo patrimonio in FTT, il token nativo di FTX. A seguito di questa rivelazione, l'Amministratore Delegato della società rivale Binance, Changpeng Zhao, ha annunciato che Binance avrebbe venduto le sue partecipazioni nel token FTT, che è stato rapidamente seguito da un picco nei prelievi dei clienti da FTX; FTX non fu in grado di rifondere tale richiesta di prelievi. Seguì un successivo crollo del prezzo di FTT e un rapido crollo di FTX. In seguito alla citata crisi di liquidità di FTX, Binance ha accettato una lettera di intenti per acquisire l'azienda ma il giorno successivo ha ritirato la proposta. FTX ha presentato istanza di protezione dal fallimento secondo il Capitolo 11 l'11 novembre 2022. Sam Bankman-Fried si è dimesso e l'incarico di A.D. è stato affidato a John J. Ray III, avvocato e amministratore delegato americano specializzato nel recupero di fondi da società fallite. Il 13 dicembre Sam viene arrestato alle Bahamas ed estradato negli Stati Uniti con l'accusa di bancarotta fraudolenta e truffa aggravata. 
L'anno successivo la FTX denunciò la Bybit, chiedendo un miliardo di $ di danni, perché avrebbe sfruttato il proprio status di "VIP" per prelevare asset per un valore di 500 milioni di $, creando un ulteriore danno a tutti gli altri utenti. Nell'ottobre 2024 Bybit ha accettato di pagare 228 milioni di $ per chiudere il contenzioso.